# Enalapril
El enalapril o enalaprilo es un inhibidor de la enzima convertidora de angiotensina (IECA, ACE en inglés) que se utiliza en el tratamiento de la hipertensión renovascular y algunos tipos de insuficiencia cardíaca sintomática con el propósito de retrasar la progresión de la insuficiencia cardiaca.
La enzima convertidora de angiotensina cataliza la conversión de angiotensina I en angiotensina II. La angiotensina II actúa como un potente vasoconstrictor periférico que eleva la presión arterial mediante la estimulacion y secreción de aldosterona por la glándula suprarrenal. El enalapril, al inhibir la ECA, tiene un efecto vasodilatador en los vasos sanguíneos.
El enalapril fue el primer miembro del grupo de inhibidores de la ECA llamado dicarboxilato. 
Cuenta con una absorción rápida por vía oral y tiene una biodisponibilidad oral de aproximadamente 60%, cabe destacar que este no se reduce por los alimentos. La mayor parte de la eliminación ocurre mediante los riñones.
Entre sus efectos secundarios se encuentran: síndrome tusígeno con sensación de ardor a nivel faríngeo, malestar general, mareos, exantemas (sarpullidos, debilidad y vómitos). La tolerancia (acostumbramiento) es muy rápida y obliga a aumentar la dosis o a cambiar de medicamento.
El enalapril forma parte de una familia de inhibidores de la ECA que incluye captopril, lisinopril y ramipril, todos los cuales presentan efectos secundarios en mayor o menor grado en pacientes sensibles a la fórmula farmacológica del medicamento.
Debe tener restricciones durante el embarazo y lactancia ya que se desconoce si es excretado con la leche materna.
El uso de amilorida, triamtereno y espironolactona, que son diuréticos, puede aumentar el potasio sérico, especialmente en pacientes con deterioro de la función renal,  es dializable por lo tanto los días que no se someta a diálisis deberá  ajustarse la dosis en relación con la respuesta de la presión arterial del paciente.
Para prevenir hipopotasemia se puede administrar enalapril junto con un diurético tiacídico, sin embargo no se debe administrar con AINEs porque podría afectar el riñón.